# 入侵者 (2015年加拿大電影)
《入侵者》（英語：The Intruders）是一部2015年加拿大恐怖電影，由亞當·梅西執導，傑森·尤拉維奇編劇，米蘭達·蔻思葛芙、多納爾·羅格、奥斯汀·巴特勒和湯姆·塞茲摩爾主演。

## 剧情
在患有精神分裂症的母亲索菲娅自杀九个月后，20岁的罗丝·哈尔什福德（米蘭達·蔻思葛芙饰）和父亲杰里（多納爾·羅格饰）搬到了芝加哥。杰里是一名建筑师，他想帮助女儿应对丧母之痛。但是，罗丝已经在史丹佛大學停课一个学期，搬来这所百年老宅便感到不自在，而且几乎立刻就起了疑心。
在与住在街对面的女孩利拉·马克比交谈后，她证实了她的新房子可能隐藏着黑暗的过去。利拉的父亲霍华德（湯姆·塞茲摩爾饰）很快开始表现出奇怪的行为。一天晚上，年轻的工匠诺厄·亨利（奥斯汀·巴特勒饰）突然闯入她家，罗丝被吓着了，但马上就弄清楚是杰里雇他来做一些装修工作的。她与诺厄结为朋友，同时试图找出隐藏在房子的过去的秘密。
在探索房子的过程中，罗丝发现了一条项链、一个洋娃娃的头，以及指向一个名叫“蕾切尔”的女人的线索，她以前曾住在这所房子里。诺厄告诉罗丝，在他们搬进来的前几天，他看到罗丝房间的窗户被木板锁住，门上有一把挂锁。杰里对女儿的恐惧持怀疑态度，认为她是由于母亲的死亡而产生的错觉。
尽管如此，罗丝还是继续搜索，找到了关于这所房子以前的住户的报告。她发现谢里·加里森和她的儿子马库斯收容了吸毒者蕾切尔·维纳考特，然后蕾切尔就失踪了。霍华德是此案的主要嫌疑人，但他被无罪释放，因为据说蕾切尔已经出走了。他还向罗丝解释了这一点。诺厄邀请罗丝参加一个泳池派对，他们接吻了。同晚，利拉失踪了。
罗丝从档案馆拿到了一份房子的施工图。当她去看图纸时，她晕倒了，警察和爸爸怀疑她滥用药物。在她恢复后，她收到了诺厄的信息，让她知道有一个隐藏的房间。她找到了这样一个房间，但被马库斯·加里森袭击。他强迫她穿上蕾切尔的衣服，并试图强奸她，但罗丝得以逃脱，在逃跑的过程中她发现了被捆绑的利拉。不久后，杰里回到家，救下女儿，但被马库斯打倒。最后，罗丝用刀刺死了马库斯。
恐怖事件结束后，罗丝再次和父亲一起搬到了新房子，并继续在西北大学学习。电影结束时，罗丝向窗外望去，她突然看到马库斯正盯着她，但随后意识到这只是幻觉。